# Matěj Stropnický
Matěj Stropnický (sinh ngày 18 tháng 9 năm 1983) là một chính khách người Séc và cựu lãnh đạo đảng Xanh. Cha ông là Martin Stropnický, diễn viên kiêm cựu Bộ trưởng Bộ Ngoại giao.
Stropnický công khai là người đồng tính vào ngày 19 tháng 10 năm 2017, tuyên bố ông đang có mối quan hệ với nam diễn viên Daniel Krejčík.